# Henri Zeller

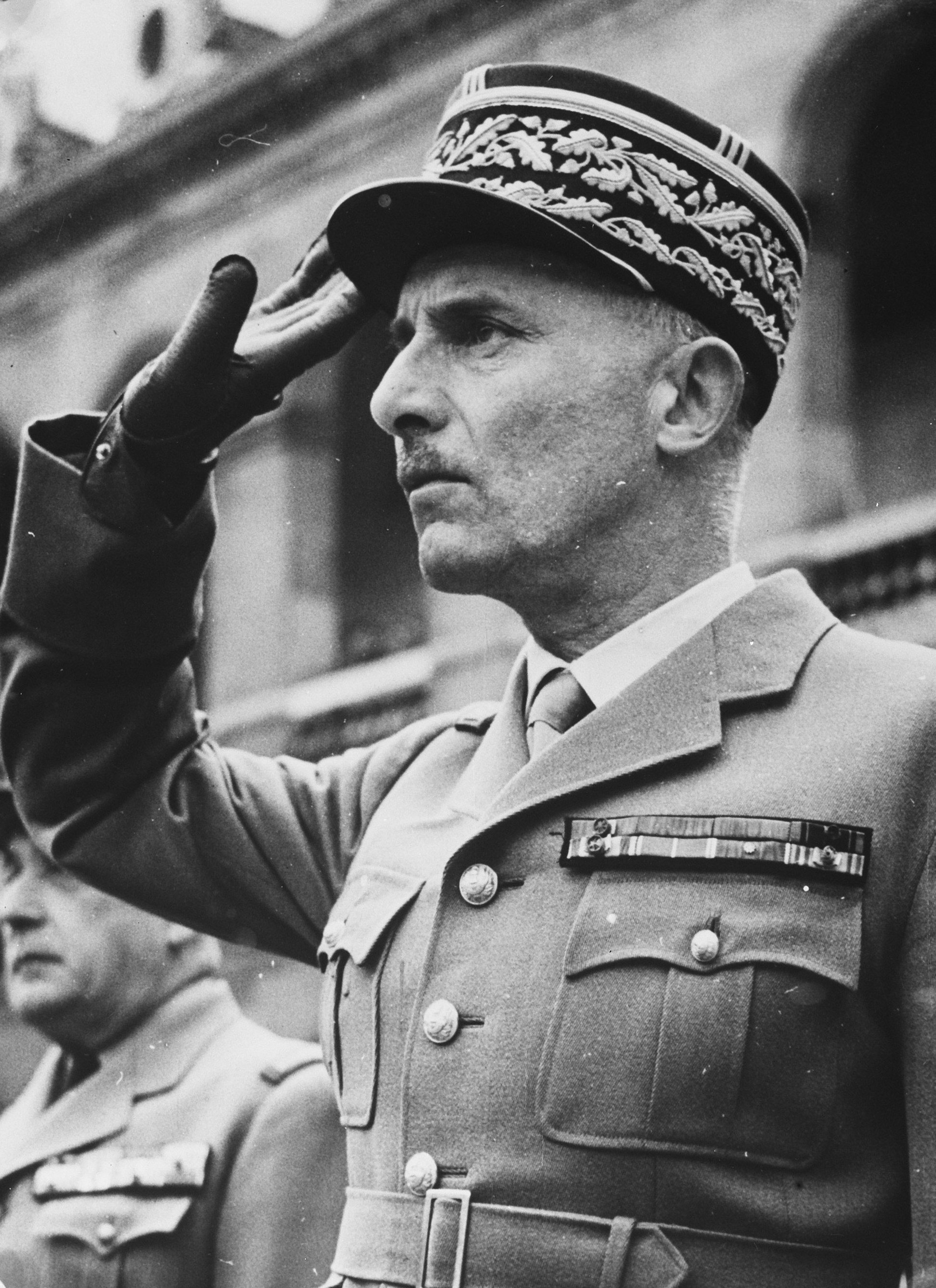
Henri Zeller, 1961

Henri Zeller (* 18. März 1896 in Besançon, Département Doubs; † 16. April 1971 in Paris) war ein französischer Général d’armée, der zuletzt von 1953 bis 1957 Militärgouverneur von Paris war.

## Leben
Zeller war ein Sohn von Général de division Léon Zeller und älterer Bruder von General André Zeller. Er absolvierte eine Offiziersausbildung und war Offizier in verschiedenen Einheiten des Heeres (Armée de terre ) und nahm am Ersten Weltkrieg teil. Er war stellvertretender Chef des Ersten Büros im Großen Hauptquartier und wurde 1944 Kommandeur der Truppenverbände im Militärbezirk Alpen und dann Chef des Stabes beim Militärdelegierten im Militärbezirk Süd. Am 25. Dezember 1944 erfolgte seine Beförderung zum Général de brigade. Als solcher wurde er 1945 zunächst stellvertretender Chef des Heeresstabes und danach Kommandant (Commandant en chef) der 16. Militärregion.
Am 16. Februar 1946 wurde Zeller Chef des Heeresstabes EMAT (Chef d’état-major de l’Armée de terre) und bekleidete diese Funktion bis zum 28. April 1948. Während dieser Zeit wurde er am 20. Dezember 1946 zum Général de division befördert. Am 28. April 1948 wurde er Chef des Stabes der Streitkräfte (Chef d’état-Major général des forces armées) und erhielt am 6. Juni 1949 seine Beförderung zum Général de corps d’armée. Am 1. April 1950 wurde er Chef des reorganisierten Vereinigten Stabes der Streitkräfte (Chef d’état-Major combiné des forces armées) und bekleidete diese Funktion bis zu seiner Ablösung durch Generalleutnant Charles Léchères am 20. August 1951.
Zeller, der seit dem 1. Januar 1951 auch Mitglied des Obersten Militärrates war, fungierte anschließend vom 20. August 1951 bis zum 1. April 1953 als Militärgouverneur von Metz sowie als Kommandant der 16. Militärregion. Am 1. April 1953 wurde er Nachfolger von General René Jean-Charles Chouteau als Militärgouverneur von Paris (Gouverneur militaire de Paris) und wurde als solcher am 1. Januar 1956 auch zum Général d’armée befördert. Am 24. September 1957 wurde er in den Ruhestand verabschiedet und als Militärgouverneur von Paris durch General Louis-Constant Morlière abgelöst.
Zeller, dem unter anderem das Großkreuz der Ehrenlegion (Grand-croix de la Légion d’Honneur) verliehen wurde, wurde 1961 Nachfolger von Generalmajor Henri-Emile-Louis Rouvillois als Präsident der Gesellschaft der Mitglieder der Ehrenlegion SMLH (Société des membres de la Légion d’honneur) und hatte diese Funktion bis zu seinem Tode 1971 inne. Nachfolger wurde anschließend Marcel Flouret.